# 샤이엔어
샤이엔어(Tsėhesenėstsestotse)는 미국에 사는 샤이엔족들이 쓰는 언어이다. 알곤킨어족의 일부를 구성하고 있으며 복잡한 교착어적 형태를 띠고 있다.

## 발음
- 모음

a - 우리말의 '아'처럼 발음한다.
aa - '아'를 길게 발음한다.
e - 우리말의 '에'나 '이'처럼 발음한다.
ee - '에'를 길게 발음하거나 '에이'처럼 발음한다.
o - 우리말의 '오'처럼 발음한다.
oo - '오'를 길게 발음한다.
- 이중모음

ae - 우리말의 '아이'처럼 발음한다.
ao - 영어의 'saw'의 'aw'처럼 발음한다.
oe - 우리말의 '오이'처럼 발음한다.
- 무성모음

무성모음(속삭이는 모음이라 알려진)은 영어에는 존재하지 않는다. 일본어로 말하는 것을 듣는다면 아스카(Asuka)나 사츠키(Satsuki) 같은 이름 중간의 약한 기식음(soft breathy)의 'u(우)'는 무성 모음의 예이다. 무성모음의 음절을 발음할 때 큰소리의 방백(stage-whispering)를 한다면 음절(그러나 다른 음절 주위는 아니다.) 정확하게 말하는 것에 도움을 줄 수 있다.
극히 몇몇 예외를 제외하고는 단어 끝의 모음은 항상 무성음으로 발음한다. 심지어 이렇게 쓰지 않아도 그렇다.
- 자음

h - 모음 앞에 있으면 우리말의 'ㅎ'처럼 발음한다. 자음 앞에 있으면 대부분 샤이엔어 사용자들은 스페인어의 jalapeño의 'j'처럼 발음한다.
k - 영어의 'skate'의 'k'처럼 발음한다.
m - 우리말의 'ㅁ'처럼 발음한다.
n - 우리말의 'ㄴ'처럼 발음한다.
p - 부드럽게 발음한다. 영어의 'spin'의 'p'처럼 발음한다.
s - 우리말의 'ㅅ'처럼 발음한다.
š - 영어의 'shy'의 'sh'처럼 발음한다.
t - 부드럽게 발음한다. 영어의 'star'의 't'처럼 발음한다.
ts - 영어의 'vine'의 'v'처럼 발음하거나 'wine'의 'w'처럼 발음한다.
v - 우리말의 'ㅊ'처럼 발음하거나 'tsunami'의 'ts'처럼 발음한다.
x - 후두음은 영어에 존재하지 않는다 독일어의 'ach'처럼 발음한다.
’ - 끊어줄때 내는 소리다. "uh-oh"의 가운데 표시처럼 발음한다.